# Organisation de représentation étudiante
Les organisations de représentation étudiante sont des associations étudiantes qui ont pour but de défendre les intérêts des étudiants et d'exprimer leurs opinions sur la gestion universitaire en général, que ce soit les infrastructures (restauration universitaire, logements étudiants), la stratégie (recherche scientifique) ou la conduite politique (discrimination). Elles sont présentes au niveau intra-universitaire (facultés et université), régional, national et international.
Leur structure est en général associative. Elles sont aussi appelées syndicats étudiants, par analogie avec les syndicats professionnels avec lesquels ils estiment partager un corpus de valeurs et de méthodes.

## Belgique
En Belgique, la représentation étudiante légalement reconnue concerne exclusivement l'enseignement supérieur, qu'il soit de type universitaire, de haute-école (bacheliers professionnalisants), d'école supérieure d'art ou d'école de promotion sociale. L'enseignement supérieur étant une matière communautaire, la représentation étudiante qui y est liée est scindée entre une représentation francophone et une représentation néerlandophone, ou flamande.
Le décret de 2003 relatif à la représentation étudiante dans l'enseignement supérieur en Fédération Wallonie-Bruxelles, réactualisé en octobre 2012, détermine deux niveaux de représentation étudiante :
- un niveau local, incarné par les Conseils étudiants (CE) propres à chaque établissement ;
- un niveau communautaire, formés d'Organisations de représentation communautaire ; (ORC) auxquels s'affilient les Conseils étudiants et qui doivent remplir des critères de représentativités.

Pour être légalement reconnu, un Conseil étudiant doit comprendre au minimum un tiers de membres élus par et parmi l'ensemble des étudiants régulièrement inscrits dans l'établissement d'enseignement supérieur considéré. D'autres membres peuvent être cooptés. Les CE ont pour mission d'assurer la représentation étudiante en interne à un établissement, avec notamment la désignation de représentants au sein des organes de gestion de l'établissement, ceux-ci devant comprendre un minimum de 20 % de représentants mandatés par le CE (voir 50 % minimum pour les organes chargés de gérer les affaires sociales de l'établissement).
Une fois par an, le CE choisit de s'affilier à une organisation de représentation communautaire, ou de rester indépendant. À cette occasion, les ORC doivent se présenter lors d'une réunion contradictoire. Un conseil étudiant dans son ensemble est affilié à l'ORC remportant la contradictoire et sera représenté par celle-ci. Cependant un mécanisme de proportionnelle existe pour rétablir le financement
Depuis mars 2019, il n'existe plus qu'une seule ORC en Fédération Wallonie Bruxelles : la Fédération des étudiants francophones. L'autre ORC, l'Union des étudiants de la Communauté française, ne remplissant plus les critères légaux.
Les ORC ont quant à elle pour mission de représenter les étudiants au niveau communautaire. En particulier, elles doivent légalement être consultées par le cabinet de l'enseignement supérieur chaque fois qu'un arrêté ou décret doit être pris par ce dernier, lors d'une réunion de concertation. Elles assurent également la représentation étudiante au sein de chaque conseil et commission de l'Académie de Recherche et d'Enseignement Supérieur (ARES), qui doivent elles aussi comprendre un minimum de 20 % de représentants étudiants désignés par les ORC.
Les représentants étudiants ont des devoirs vis-à-vis des étudiants qu'ils représentent, mais disposent également de droits inaliénables à leurs fonctions. En particulier, ils ne peuvent subir de préjudice lors de l'exercice de celles-ci.
Pour faciliter leurs tâches, tant les CE que les ORC disposent de droits, notamment matériels (allocations financières de fonctionnement, mise à disposition de locaux et de salariés permanents, etc.), proportionnellement au nombre d'étudiants de l'établissement.
En Flandre, c'est la Vlaamse Vereniging van Studenten qui est l’organisation de représentation étudiante.

## Canada
Fédérations et organisations étudiantes fédérales ou nationales (canadiennes) :
- la Fédération canadienne des étudiantes et étudiants (FCÉÉ, universités) La fédération créée en 1981, est composée, en plus d'une section nationale, de sections provinciales, y compris une au Québec bien que celle-ci ne milite que dans certaines universités et cégeps anglophones ;
- l'Alliance canadienne des associations étudiantes (ACAE) (universités) fondée en 1995 en opposition à la FCÉÉ ;
- le Regroupement étudiant des facultés d'administration de l'Est du Canada RÉFAEC (universités) fondé en 1986 afin de permettre l’accomplissement académique, social et professionnel des étudiants en administration de l’Est du Canada.

### Québec
Les organisations de représentation étudiante au Québec sont généralement régies par la Loi sur l'accréditation et le financement des associations d'élèves ou d'étudiants. Cette loi leur donne le droit d'avoir un local et de percevoir des cotisations selon la formule Rand.
Le mouvement étudiant québécois comprend principalement quatre regroupement d'associations étudiantes :
- Coalition de résistance pour l’unité étudiante syndicale (CRUES) (universités et cégeps) ;
- l'Union étudiante du Québec (UEQ) (universités) ;
- l'Association pour la voix étudiante au Québec (AVEQ) (universités) ;
- la Fédération étudiante collégiale du Québec (FECQ) (cégeps).

### Nouveau-Brunswick
- Alliance étudiante du Nouveau-Brunswick(universités)

### Ontario
- Ontario Undergraduate Students Association(universités)
- College Student Alliance(collèges)

### Alberta
- Council of Alberta University Students(universités)

### Nouvelle-Écosse
- Alliance of Nova Scotia Student Associations(universités)

## Espagne
Le Sindicato de estudiantes (Syndicat des étudiants) est un syndicat étudiant espagnol, première organisation étudiante nationale en Espagne. Rassemblant plus de 20 000 affiliés, le S. E. se définit comme un syndicat de gauche, anticapitaliste et révolutionnaire.

## France

### Associations représentatives
Les associations reconnues par le ministère comme représentatives le sont en fonction des résultats aux élections du Conseil national de l'enseignement supérieur et de la recherche et du Centre national des œuvres universitaires et scolaires.
Il s'agit des organisations suivantes (classées ici en fonction de leur nombre d'élus au CNESER et au CNOUS) :
- la FAGE (6 élus au CNESER, 3 élus au CNOUS) ;
- l'Union étudiante (3 élus au CNESER, 3 au CNOUS) ;
- l'UNEF (1 élus au CNESER, 2 élus au CNOUS) ;
- l'UNI (1 élu au CNESER) ;

Cela leur permet, au-delà de voter, d'exprimer leur avis au sein du conseil considéré, d'obtenir des subventions publiques.

### Organisations non représentatives
Il existe de nombreuses organisations étudiantes en dehors des associations représentatives; Solidaires étudiant-e-s, la Fédération syndicale étudiante, Le Poing levé, la Cocarde étudiante, celles-ci ne sont pas représentatives par manque de représentativité (élus au CNOUS ou au CNESER) ou de volonté de représentation.

### Notion de syndicat étudiant
En France, les organisations étudiantes revendiquant le terme de syndicats étudiants sont des associations loi de 1901 (ou 1908) et ne bénéficient pas des spécificités accordées par la loi aux syndicats de salariés tel que le droit de grève, la désignation de délégués syndicaux ou la signature d'accords car la loi ne considère pas les étudiants comme des travailleurs.
Le Groupe d'études et de recherche sur les mouvements étudiants (GERME), fait la distinction entre syndicat étudiant et organisation étudiante représentative (sans préciser ce qui les différencie et sans détailler les critères d'appartenance à ces catégories). Dans une thèse consacrée aux « organisations étudiantes à vocation représentative », Thibault Pinatel, avocat en droit social, souligne l'ambivalence de ces organisations qui, bien que régies par le droit associatif, sont largement influencées dans leur organisation et leur fonctionnement par le droit social et le syndicalisme professionnel.
Le journal Le Bretzel, dans un numéro consacré au syndicalisme, parle pour le syndicalisme étudiant de syndicalisme problématique du fait du statut légal de ces structures mais reconnaît la notion et relate l'apparition et le développement du syndicalisme étudiant puis en explique en détail leurs spécificités.
Du fait de l’ambiguïté du terme de syndicat étudiant, les associations qui utilisent ce terme ne syndiquent que des étudiants et non des enseignants, chercheurs ou personnels notamment car ces catégories ont droit à des vrais représentants syndicaux tels que définis par la loi.
Les médias utilisent parfois le terme de syndicat étudiant pour désigner les organisations étudiantes qui ne se sont jamais prévalues de ce terme. Ainsi, la FAGE est souvent qualifiée de « deuxième syndicat étudiant » tandis que le MET a été désigné comme étant « un nouveau syndicat étudiant de droite » lors de sa création, alors qu'aucune de ces organisations ne s'est jamais désignée par le terme de syndicat étudiant, tenant à être considérées comme des « organisations étudiantes ».
La Cour de cassation considere que quand on parle d "organisation syndicale" dans les textes, cela ne designe que les syndicats professionnels de salaries et non les organisations de representation etudiante Cour de cassation, civile, Chambre civile 1, 19 mars 2025, 23-16.772, Publié au bulletin. 

### Tentative de définition
Cette section ne s'appuie pas, ou pas assez, sur des sources secondaires ou tertiaires indépendantes du sujet. Le texte peut contenir des analyses inexactes ou inédites de sources primaires.
Pour l'améliorer, ajoutez-en, ou placez des modèles {{Source secondaire souhaitée}} ou {{Source secondaire nécessaire}} sur les passages mal sourcés. (mai 2025)
Il n'existe pas de définition officielle de cette notion puisque contrairement au syndicats de salariés, les syndicats étudiants n'ont aucune définition légale. L'article L712-6 du Code de l'Éducation mentionne toutefois, sans les définir, les « libertés […] syndicales étudiantes ». Il est néanmoins important de noter que la mention n'est présente que dans la version de l'article datant de 2007, qui fut changé en 2013 et dans lequel aucune mention de liberté syndicale étudiante n'est mentionnée.

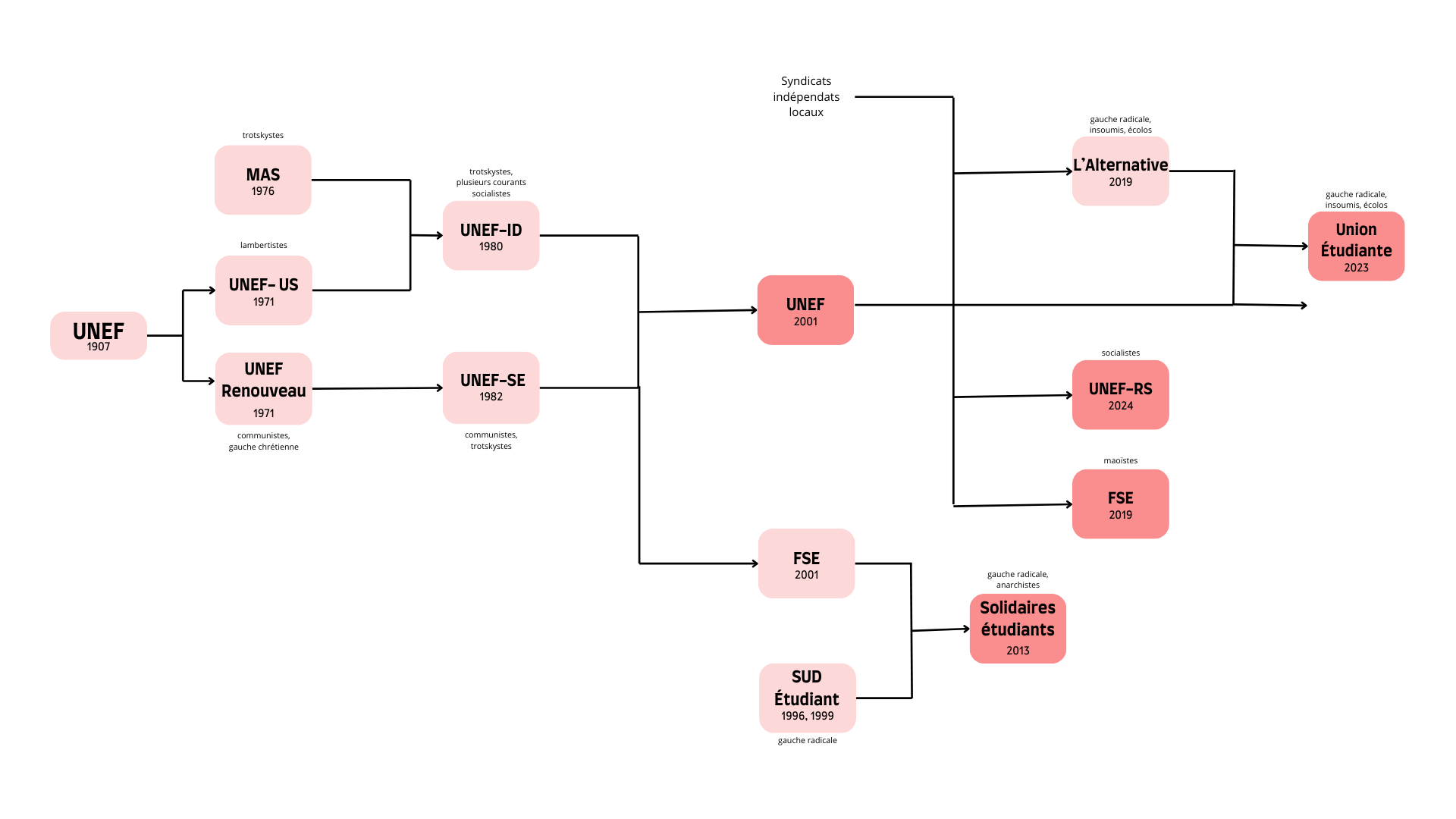
À gauche, le syndicalisme étudiant est marqué par une prolifération d'organisations et une histoire mouvementée.

La plupart des organisations étudiantes françaises utilisant le terme de « syndicat étudiant » se réfèrent à deux chartes : la Charte d'Amiens (qui n'est pas spécifique au syndicalisme étudiant) et la Charte de Grenoble,, (généralement considérée comme le texte fondateur du syndicalisme étudiant). C'est le cas notamment de l'UNEF, de l'Union Étudiante,, de SUD Étudiant,, et de la Fédération syndicale étudiante, (les deux dernières ayant fusionné en une nouvelle fédération en 2013, Solidaires étudiant-e-s).
SUD Étudiant, dans un de ses documents, donne la définition suivante d'une organisation syndicale étudiante :
- elles apportent leur aide aux étudiants en difficulté (même si elles le font de manière différente et plus ou moins activement selon les organisations)[23] ;
- elles utilisent un vocabulaire en usage dans les syndicats professionnels plutôt que celui en usage dans le monde associatif (conseil syndical[24], grève[25][source insuffisante], intersyndicale[26][source insuffisante]…) ;
- elles sont reconnues comme tel par les syndicats de salariés[26] ;
- elles se définissent les unes par rapport aux autres en référence aux syndicats professionnels (syndicalisme de lutte[27], syndicalisme cogestionnaire, anarcho-syndicalisme[28]…) ;
- leurs revendications ont pour but d'améliorer la condition sociale des étudiants (logement[29],[30], revenus[31], conditions d'études[32]…) ;
- elles sont le relais, au sein des universités, de luttes menées par les syndicats de salariés[33].

## Finlande
L'Union des étudiants de l'université d'Helsinki, est l'association étudiante de l'université d'Helsinki, forte de 32 000 membres, et d'une valorisation de près de 200 millions, elle comporte aussi une assemblée représentant les branches étudiantes des différents partis politiques Finlandais.

## Grande-Bretagne
- National Union of Students (en)
- Federation of Conservative Students (en)
- Labour Students (en)

## Hongrie
- Höok[35]

## Italie
Azione universitaria (it)en Italie est un syndicat étudiant de droite affilié au parti Frères d'italie. Fondé en 1996 il possède plusieurs élus CNSU.
- Unione degli Universitari

## Irak
- Syndicat des étudiants progressistes

## Mali
(13 septembre 2024).
Si vous êtes l’auteur de ce texte, vous êtes invité à donner votre avis ici. À moins qu’il soit démontré que l’auteur de la page autorise la reproduction et que ce contenu soit compatible avec les principes fondateurs de Wikipédia, cette page sera supprimée ou purgée au bout d’une semaine maximum. En attendant le retrait de cet avertissement, veuillez ne pas réutiliser ce texte.

## Palestine
- GUPS Union générale des étudiants de Palestine

## Suisse

### Organisations faîtières fédérales
Les associations d'étudiants des universités, des hautes écoles spécialisées (HES) et des hautes écoles pédagogiques (HEP)  se regroupent au sein d'une fédération, l’Union des étudiant-e-s de Suisse (UNES) créée en 1920. Elle est neutre en ce qui concerne la politique partisane, non discriminante et encourage l’égalité des chances.
Dans les années 2000, une autre structure, l’Association des étudiants des hautes écoles suisses (AES) essayait de concurrencer la première. Fondée en 2003 et dissoute en 2008, celle-ci réunirait les associations des étudiants des Écoles polytechniques de Zurich (EPFZ) et Lausanne (EPFL) ainsi que de la Haute école de Saint-Gall. L'AES se voulait politiquement neutre en comparaison avec l'UNES, perçu d'être trop à gauche. Depuis la dissolution de l'AES l'association des étudiants d'EPFZ (VSETH) est redevenue membre de l'UNES.

### Organisations locales
À l'exception de la Conférence universitaire des associations d'étudiant-e-s de l'Université de Genève (CUAE), les organisations locales (fédérations ou associations générales en Suisse romande, Studierendenschaften ou Vereinigungen der Studierenden en Suisse alémanique) ne se considèrent pas à proprement parler comme des syndicats à la française. Il est vrai que la majeure partie d'entre elles sont des personnes morales de droit public (et non des associations privées) auxquelles les étudiants sont affiliés automatiquement.
Cela étant, il y a presque toujours une structure unique à chaque niveau (filière, faculté, université), même à Genève. En revanche, les membres des Conseils des étudiants (Studierendenräte) des associations des étudiants des universités de Berne et Zurich (Studierendenschaft der Universität Bern et Vereinigung der Studierenden der Universität Zürich), sont élus sur des listes présentées par des structures concurrentes (souvent des associations), rattachées ou non à des partis ou à leurs organisations de jeunesse. Ces structures ne sont pas organisées au niveau national.
Les seuls syndicats des étudiants en Suisse sont le Sindacato Indipendente degli Studenti e Apprendisti (SISA) en Tessin et SUD étudiant-e-s et précaires en Suisse romande.

## Tchéquie
- Chambre étudiante du Conseil des établissements d'enseignements supérieurs (cs)(SK RVŠ), qui représente les étudiants et les étudiantes des collèges, facultés, universités et autres instituts d'études supérieures.
- Syndicat tchèque des lycéens (ČSU), qui représente les élèves tchèques de l'enseignement secondaire.

## Tunisie
- Union générale tunisienne des étudiants (UGTE)
- Union générale des étudiants de Tunisie (UGET)
- Organisation des étudiants du RCD (1988-2011)

## Uruguay
- Federación de Estudiantes Universitarios del Uruguay (es)

## International
Il a existé plusieurs organisations internationales étudiantes :
- l'Union internationale des étudiants (UIE) fondée en 1947, et longtemps proche des pays communistes ;
- la Confédération internationale des étudiants fondée en 1919, et qui fut la branche étudiante de la Société des Nations (SDN) ;
- pendant la Guerre froide, les organisations étudiantes occidentales eurent une organisation particulière : la Conférence Internationale des Étudiants (CIE).

Il existe des associations internationales d'étudiants, pour les catholiques (JECI - Jeunesse étudiante chrétienne internationale), les juifs (UMEJ - Union mondiale des étudiants juifs), les musulmans (IIFSO - International Islamic Federation of Student Organizations), ou encore les protestants (FUACE - Fédération universelle des associations chrétiennes d'étudiants).
Le Mediterranean Network of Student Representatives, créé en 2003, rassemble des organisations étudiantes des pays bordant la mer Méditerranée.

### Europe
Il existe des structures européennes, comme l'ESU (Union des étudiants d’Europe), qui regroupe 43 organisations de 33 pays. La France y est représentée par l'UNEF et la FAGE.
Les organisations libérales et conservatrices, dont l'UNI se regroupent dans l'European Democrat Students (EDS).